# Cerco de Barentu
O cerco de Barentu ocorreu em 1977 dentro e nos arredores da cidade de Barentu, no oeste da Eritreia. Foi sitiada conjuntamente pela Frente de Libertação da Eritreia e pela Frente de Libertação Popular da Eritreia contra as forças da Etiópia. Esta foi uma batalha decisiva durante a Guerra da Independência da Eritreia e marcou o início do envolvimento soviético no conflito.

## A batalha
A cidade de Barentu era defendida por uma grande guarnição de tropas etíopes. A guarnição construiu numerosas fortificações para melhorar a defensibilidade da cidade. Além disso, uma milícia local foi criada para aumentar o número de tropas. De maior importância nesta batalha, no entanto, foi a decisão dos conselheiros militares soviéticos de se comprometerem com o envolvimento direto.
Durante o cerco de Barentu, os planejadores soviéticos usaram sua superioridade aérea a seu favor, utilizando apoio aéreo aproximado. Este apoio aéreo aproximado infligiu pesadas baixas às forças rebeldes que estavam realizando sua primeira grande operação conjunta. O fracasso desta operação conjunta teria consequências significativas mais tarde na guerra de independência.
Segundo relatos, combates entre a Frente de Libertação da Eritreia e pela Frente de Libertação Popular da Eritreia também aconteceram e causaram cerca de 400 vítimas.
O fracasso do cerco e as pesadas perdas sofridas pelas forças eritreias nesta batalha, bem como o fracasso na Batalha de Massawa, levaram à retirada estratégica das forças rebeldes.